# العلاقات السيشلية الليسوتوية
العلاقات السيشلية الليسوتوية هي العلاقات الثنائية التي تجمع بين سيشل وليسوتو.

## مقارنة بين البلدين
هذه مقارنة عامة ومرجعية للدولتين:
| وجه المقارنة                                              | سيشل                                                | ليسوتو                      |
| --------------------------------------------------------- | --------------------------------------------------- | --------------------------- |
| المساحة (كم2)                                             | 459                                                 | 32.96 ألف                   |
| عدد السكان (نسمة)                                         | 95.84 ألف                                           | 2.23 مليون                  |
| الكثافة السكانية (ن./كم²)                                 | 20.88 ألف                                           | 67.66                       |
| العاصمة                                                   | فيكتوريا                                            | ماسيرو                      |
| اللغة الرسمية                                             | لغة فرنسية، لغة إنجليزية، اللغة الكريولية السيشيلية | لغة إنجليزية، اللغة السوتية |
| العملة                                                    | روبية سيشلية                                        | لوتي ليسوتو                 |
| الناتج المحلي الإجمالي (بليون دولار)                      | 1.49 مليار                                          | 2.64 مليار                  |
| الناتج المحلي الإجمالي (تعادل القوة الشرائية) بليون دولار | 2.54 مليار                                          | 6.30 مليار                  |
| الناتج المحلي الإجمالي الاسمي للفرد دولار أمريكي          | 15.48 ألف                                           | 1.07 ألف                    |
| الناتج المحلي الإجمالي للفرد دولار أمريكي                 | 26.42 ألف                                           | 2.64 ألف                    |
| مؤشر التنمية البشرية                                      | 0.772                                               | 0.497                       |
| رمز المكالمات الدولي                                      | +248                                                | +266                        |
| رمز الإنترنت                                              | .sc                                                 | .ls                         |
| المنطقة الزمنية                                           | ت ع م+04:00                                         | ت ع م+02:00                 |

## منظمات دولية مشتركة
يشترك البلدان في عضوية مجموعة من المنظمات الدولية، منها:
| علم المنظمة | اسم المنظمة                                 | تاريخ انضمام سيشل | تاريخ انضمام ليسوتو |
| ----------- | ------------------------------------------- | ----------------- | ------------------- |
|             | يونسكو                                      | 18 أكتوبر 1976    | 29 سبتمبر 1967      |
|             | وكالة ضمان الاستثمار متعدد الأطراف          | 15 سبتمبر 1992    | 12 أبريل 1988       |
|             | الأمم المتحدة                               | 21 سبتمبر 1976    | 17 أكتوبر 1966      |
|             | مجموعة دول أفريقيا والكاريبي والمحيط الهادئ | ?                 | ?                   |
|             | دول الكومنولث                               | 1976              | 1966                |
|             | مجموعة التنمية لأفريقيا الجنوبية            | ?                 | ?                   |
|             | الاتحاد البريدي العالمي                     | ?                 | ?                   |
|             | البنك الدولي للإنشاء والتعمير               | 29 سبتمبر 1980    | 25 يوليو 1968       |
|             | الاتحاد الدولي للاتصالات                    | 17 سبتمبر 1999    | 26 مايو 1967        |
|             | منظمة حظر الأسلحة الكيميائية                | 29 أبريل 1997     | ?                   |
|             | مؤسسة التمويل الدولية                       | 11 يونيو 1981     | 29 سبتمبر 1972      |
|             | المركز الدولي لتسوية المنازعات الاستشارية   | 19 أبريل 1978     | 7 أغسطس 1969        |
|             | منظمة الشرطة الجنائية الدولية               | 1 سبتمبر 1977     | ?                   |
|             | الاتحاد الأفريقي                            | ?                 | ?                   |
|             | البنك الإفريقي للتنمية                      | ?                 | ?                   |

## وصلات خارجية
- موقع وزارة الخارجية السيشلية
- موقع وزارة الخارجية الليسوتوية